# Língua warlpiri
A língua  Warlpiri é falada por cerca de 3 mil das pessoas do povo Warlpiri que vive no Território do Norte, Austrália. É uma das línguas ngarrkic do grande grupo das línguas Sudoeste das Pama-Nyungan. È uma das línguas nativas aborígene com mais falantes da Austrália.

## Amostra de texto
Kuja kalapalanyanu kajangka nyurruwiyi walyajarrarlu marripungu marda, kala purungku pakarnunjunu, manu marda kala panturnunjunu kajangka. Ngulajangkaji kalanyanu kangurnu. Ngampurrparluju ngulaji kalalu yawarra wiri panturnu wanarrirla. Ngampurrpawangurlu ngulaju kalalu pakarnu purturlurla kurdunyanurluju, manu marda kajanyanurlu kalalu pakarnu purturlurla kuturukurlurlu. Ngulangka kalaunyanu walykayirrarnu, Nyanungujarrarlu yangka kijijirli ngulaji kalapalanyanu jurru pakarnu, manu marda kala purturlu pajurnu junmangku, manu wanarri kala panturnu.
Português
Quando dois de nossos ancestrais há muito tempo queriam uma coisa, um deles talvez fosse e roubasse o que queria batendo em outro ou talvez o atingisse com uma lança. Depois disso, ele retornaria. Se os outros assim quisessem, poderiam feri-lo de forma severa com uma lança na coxa.Mas se eles assim não quisessem isso,então os sobrinhos (dos ofendidos) iriam feri-lo de volta, ou talvez os filhos (dos ofendidos) pudessem feri-lo pelas costas com uma clava. Era assim que eles se apaziguavam entre si.. Dois de uma mesmadescendência, ele, poderiam ferir-se uns aos outros na cabeça ou talvez um poderia cortar ou outro com uma faca ou enfiar-lhe uma lança na coxa.

## Fonologia

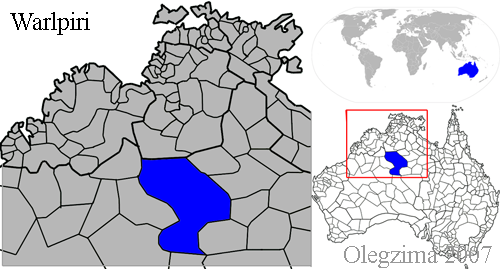
Área da língua Warlpiri

Nas tabelas seguintas da Fonologia Warlpiri, os  símbolos em negrito indica a ortografia prática usada pela comunidade  Warlpiri .  Os valores fonéticos IPA estão entre colchetes.

### Vogais
|         | Frontal        | Central        | Anterior       |
| ------- | -------------- | -------------- | -------------- |
| Fechada | i [i], ii [iː] |                | u [u], uu [uː] |
| Aberta  |                | a [a], aa [aː] |                |

Warlpiri tem um sistema de três vogais similar ao da língua árabe com uma distinção de extensão criando seis possíveis vogais.

### Consoantes
|                   |                   | Bilabial | Alveolar | Retroflex             | Palatal | Velar  |
| ----------------- | ----------------- | -------- | -------- | --------------------- | ------- | ------ |
| Plosiva           | Plosiva           | p [p]    | t [t]    | rt [ʈ]                | j [c]   | k [k]  |
| Nasal             | Nasal             | m [m]    | n [n]    | rn [ɳ]                | ny [ɲ]  | ng [ŋ] |
| Vibrante múltipla | Vibrante múltipla |          | rr [r]   |                       |         |        |
| Vibrante simples  | Vibrante simples  |          |          | Retroflexiva flap [ɽ] |         |        |
| Aproximante       | Central           | w [w]    |          | r [ɻ]                 | y [j]   |        |
| Aproximante       | Lateral           |          | l [l]    | rl [ɭ]                | ly [ʎ]  |        |

Conforme se observa na Tabela, o  Warlpiri distingue cinco posições de articulação e tem “stops” (asais e orais em cada uma dessas posiçõese. As stops orais não tem distinção vocal fonêmica, mas apresentam alofones Surdos e Sonoros; essas stops são geralmente surdas no início de uma palavra e sonores em qualquer outro local. Em qualquer dessas posições ela são geralmente não aspiradas.
Warlpiri, como a maioria das línguas aborígenes da Austrália, não tem [[consoantes fricativas. A consoante listada na tabela como Retroflexa vibrante é uma som consoante muito raro, praticamente exclusivo do Warlpiri. Esse som é formado pela ponta da língua iniciando na posição retroflexa, então, se move para a frente de forma rápida, batendo de forma vibrante contra a barreira dos alvéolos..

### Palavras
Nenhuma palavra Warlpiri inicia com consoante alveolar. A consoante inicial deve ser Bilabialm Palatal, Retroflex, etc. Todas palavras Warlpiri terminam em vogal (algo como em italiano e em telugo. Palavras que precisem terminal em consoante (ex.; origiárias de outra língua), têm adicionada uma partícula sufixo e sem significado, geralmente um  -pa.

### Externas
- «Warlpiri em Ethnologuei»
- «Gramática, amostras de textos e estudos linguísticos Warlpiri»
- «Warlpiri em Omniglot.com»
- «Museu da Liguagem - Warlpiri»